# ATP-toernooi van Pune
Het ATP-toernooi van Pune is een tennistoernooi voor mannen dat sinds 2018 wordt georganiseerd in het Indiase Pune. Het toernooi wordt jaarlijks gehouden; de eerste editie in 1996 was in New Delhi en vervolgens werd het toernooi van 1997 tot en met 2017 in Chennai gespeeld. De officiële naam van het toernooi is sinds 2020 de Tata Open Maharashtra. Aanvankelijk stond het toernooi bekend als de Gold Flake Open (1996-2001) en later als de Tata Open (2002-2004), de Chennai Open (2005-2017) en Maharashtra Open (2018-2019).
Het toernooi maakt deel uit van het ATP-seizoen en valt in de categorie "ATP Tour 250". Er wordt zowel in het enkel- als het dubbelspel gespeeld. 
De Belg Xavier Malisse won in 2007 zowel het enkelspel als het dubbelspel. Dat laatste samen met zijn landgenoot Dick Norman.
De editie van 2023 was de laatste editie van het toernooi, omdat licentiehouder IMG het toernooi verplaatste naar Hongkong.

## Finales

### Enkelspel
| Datum     | Winnaar                            | Verliezend finalist                | Uitslag                            |                                    |
| Pune      | Pune                               | Pune                               | Pune                               | Pune                               |
| --------- | ---------------------------------- | ---------------------------------- | ---------------------------------- | ---------------------------------- |
| 2023      | Tallon Griekspoor                  | Benjamin Bonzi                     | 4-6, 7-5, 6-3                      | Details                            |
| 2022      | João Sousa                         | Emil Ruusuvuori                    | 7-6(9), 4-6, 6-1                   | Details                            |
| 2021      | Afgelast vanwege de coronapandemie | Afgelast vanwege de coronapandemie | Afgelast vanwege de coronapandemie | Afgelast vanwege de coronapandemie |
| 2020      | Jiří Veselý                        | Egor Gerasimov                     | 7-6(2), 5-7, 6-3                   | Details                            |
| 2019      | Kevin Anderson                     | Ivo Karlović                       | 7-6(4), 6-7(2), 7-6(5)             | Details                            |
| 2018      | Gilles Simon                       | Kevin Anderson                     | 7-6(4), 6-2                        | Details                            |
| Chennai   |                                    |                                    |                                    |                                    |
| 2017      | Roberto Bautista Agut              | Daniil Medvedev                    | 6-3, 6-4                           | Details                            |
| 2016      | Stanislas Wawrinka (4)             | Borna Ćorić                        | 6-3, 7-5                           | Details                            |
| 2015      | Stanislas Wawrinka (3)             | Aljaz Bedene                       | 6-3, 6-4                           | Details                            |
| 2014      | Stanislas Wawrinka (2)             | Édouard Roger-Vasselin             | 7-5, 6-2                           | Details                            |
| 2013      | Janko Tipsarević                   | Roberto Bautista-Agut              | 3-6, 6-1, 6-3                      | Details                            |
| 2012      | Milos Raonic                       | Janko Tipsarević                   | 6-7(4), 7-6(4), 7-6(4)             | Details                            |
| 2011      | Stanislas Wawrinka (1)             | Xavier Malisse                     | 7-5, 4-6, 6-1                      | Details                            |
| 2010      | Marin Čilić (2)                    | Stanislas Wawrinka                 | 7-6(2), 7-6(3)                     | Details                            |
| 2009      | Marin Čilić (1)                    | Somdev Devvarman                   | 6-4, 7-6(3)                        | Details                            |
| 2008      | Michail Joezjny                    | Rafael Nadal                       | 6-0, 6-1                           | Details                            |
| 2007      | Xavier Malisse                     | Stefan Koubek                      | 6-1, 6-3                           | Details                            |
| 2006      | Ivan Ljubičić                      | Carlos Moyà                        | 7-6(6), 6-2                        | Details                            |
| 2005      | Carlos Moyà (2)                    | Paradorn Srichaphan                | 3-6, 6-4, 7-6(5)                   | Details                            |
| 2004      | Carlos Moyà (1)                    | Paradorn Srichaphan                | 6-4, 3-6, 7-6(5)                   | Details                            |
| 2003      | Paradorn Srichaphan                | Karol Kučera                       | 6-3, 6-1                           | Details                            |
| 2002      | Guillermo Cañas                    | Paradorn Srichaphan                | 6-4, 7-6(2)                        | Details                            |
| 2001      | Michal Tabara                      | Andreï Stoliarov                   | 6-2, 7-6(4)                        | Details                            |
| 2000      | Jérôme Golmard                     | Markus Hantschk                    | 6-3, 6-7(6), 6-3                   | Details                            |
| 1999      | Byron Black                        | Rainer Schüttler                   | 6-4, 1-6, 6-3                      | Details                            |
| 1998      | Patrick Rafter                     | Mikael Tillström                   | 6-3, 6-4                           | Details                            |
| 1997      | Mikael Tillström                   | Alex Rădulescu                     | 6-4, 4-6, 7-5                      | Details                            |
| New Delhi |                                    |                                    |                                    |                                    |
| 1996      | Thomas Enqvist                     | Byron Black                        | 6-2, 7-6 (3)                       | Details                            |

### Dubbelspel
| Datum     | Winnaar                                 | Verliezend finalist                     | Uitslag                            | Details                            |
| Pune      | Pune                                    | Pune                                    | Pune                               | Pune                               |
| --------- | --------------------------------------- | --------------------------------------- | ---------------------------------- | ---------------------------------- |
| 2023      | Sander Gillé Joran Vliegen              | Sriram Balaji Jeevan Nedunchezhiyan     | 6-4, 6-4                           | Details                            |
| 2022      | Rohan Bopanna (3) Ramkumar Ramanathan   | Luke Saville John-Patrick Smith         | 6-7(10), 6-3, [10-6]               | Details                            |
| 2021      | Afgelast vanwege de coronapandemie      | Afgelast vanwege de coronapandemie      | Afgelast vanwege de coronapandemie | Afgelast vanwege de coronapandemie |
| 2020      | André Göransson Christopher Rungkat     | Jonathan Erlich Andrei Vasilevski       | 6–2, 3-6, [10-8]                   | Details                            |
| 2019      | Rohan Bopanna (2) Divij Sharan          | Luke Bambridge Jonny O'Mara             | 6–3, 6-4                           | Details                            |
| 2018      | Robin Haase Matwé Middelkoop            | Pierre-Hugues Herbert Gilles Simon      | 7–6(5), 7-6(5)                     | Details                            |
| Chennai   |                                         |                                         |                                    |                                    |
| 2017      | Rohan Bopanna (1) Jeevan Nedunchezhiyan | Purav Raja Divij Sharan                 | 6–3, 6-4                           | Details                            |
| 2016      | Olivier Marach Fabrice Martin           | Austin Krajicek Benoît Paire            | 6–3, 7–5                           | Details                            |
| 2015      | Lu Yen-hsun Jonathan Marray             | Raven Klaasen Leander Paes              | 6–3, 7–6(4)                        | Details                            |
| 2014      | Johan Brunström Frederik Nielsen        | Marin Draganja Mate Pavić               | 6-2, 4-6, [10-7]                   | Details                            |
| 2013      | Benoît Paire Stanislas Wawrinka         | Andre Begemann Martin Emmrich           | 6-2, 6-1                           | Details                            |
| 2012      | Janko Tipsarević Leander Paes (6)       | Jonathan Erlich Andy Ram                | 6-4, 6-4                           | Details                            |
| 2011      | Mahesh Bhupathi (5) Leander Paes (5)    | Robin Haase David Martin                | 6–2, 6–7(3), [10–7]                | Details                            |
| 2010      | Marcel Granollers Santiago Ventura      | Lu Yen-Hsun Janko Tipsarević            | 7-5, 6-2                           | Details                            |
| 2009      | Eric Butorac Rajeev Ram                 | Jean-Claude Scherrer Stanislas Wawrinka | 6-3, 6-4                           | Details                            |
| 2008      | Sanchai Ratiwatana Sonchat Ratiwatana   | Marcos Baghdatis Marc Gicquel           | 6-4, 7-5                           | Details                            |
| 2007      | Xavier Malisse Dick Norman              | Rafael Nadal Bartolomé Salvá Vidal      | 7-6(4), 7-6(4)                     | Details                            |
| 2006      | Michal Mertiňák Petr Pála               | Prakash Amritraj Rohan Bopanna          | 6-2, 7-5                           | Details                            |
| 2005      | Rainer Schüttler Yen-Hsun Lu            | Mahesh Bhupathi Jonas Björkman          | 7-5, 4-6, 7-6(4)                   | Details                            |
| 2004      | Rafael Nadal Tommy Robredo              | Jonathan Erlich Andy Ram                | 7-6(3), 4-6, 6-3                   | Details                            |
| 2003      | Julian Knowle Michael Kohlmann          | František Čermák Leoš Friedl            | 7-6(1), 7-6(3)                     | Details                            |
| 2002      | Leander Paes (4) Mahesh Bhupathi (4)    | Tomáš Cibulec Ota Fukárek               | 5-7, 6-2, 7-5                      | Details                            |
| 2001      | Byron Black Wayne Black                 | Barry Cowan Mosé Navarra                | 6-3, 6-4                           | Details                            |
| 2000      | Julien Boutter Christophe Rochus        | Prahlad Srinath Saurav Panja            | 7-5, 6-1                           | Details                            |
| 1999      | Leander Paes (3) Mahesh Bhupathi (3)    | Wayne Black Neville Godwin              | 4-6, 7-5, 6-4                      | Details                            |
| 1998      | Leander Paes (2) Mahesh Bhupathi (2)    | Olivier Delaître Maks Mirni             | 6-7, 6-3, 6-2                      | Details                            |
| 1997      | Leander Paes (1) Mahesh Bhupathi (1)    | Oleg Ogorodov Eyal Ran                  | 7-6, 7-5                           | Details                            |
| New Delhi |                                         |                                         |                                    |                                    |
| 1996      | Jonas Björkman Nicklas Kulti            | Byron Black Sandon Stolle               | 4-6, 6-4, 6-4                      | Details                            |

1996 · 1997 · 1998 · 1999 · 2000 · 2001 · 2002 · 2003 · 2004 · 2005 · 2006 · 2007 · 2008 · 2009 · 2010 · 2011 · 2012 · 2013 · 2014 · 2015 · 2016 · 2017 · 2018 · 2019 · 2020 · 2021 · 2022 · 2023
 Johannesburg (1992) →  Durban (1993) →  Sun City (1994) →  Johannesburg (1995) →  New Delhi (1996) →  Chennai (1997-2017) →  Pune (2018-2023)
ITF-toernooien (mannen en vrouwen)

ATP-toernooien (mannen) – ATP-seizoen 2025

WTA-toernooien (vrouwen) – WTA-seizoen 2025

Voormalige toernooien mannen
Voormalige toernooien vrouwen
Voormalige amateurtoernooien